# Johann Samuel Ehrmann
Johann Samuel Ehrmann (* 14. Mai 1696 in Wiesenbronn; † 10. Mai 1749 in Gundelsheim an der Altmühl) war ein markgräflicher Pfarrer, Kapellmeister und Musikdirektor. 

## Leben
Johann Samuel Ehrmann wurde am 14. Mai 1696 in Wiesenbronn geboren, das damals Teil der Grafschaft Castell war. Über die Jugend und Ausbildung des späteren Musikers ist nichts bekannt. 1717 nahm Ehrmann ein Studium an der Universität Jena auf. Erstmals im Zusammenhang mit seinem Beruf ist er im Jahr 1720 in Ansbach erwähnt. Er war zum „Predigtamts Zugeordneten und hochfürstlich brandenburgisch-onolzbachischen Musikdirektor, Stadt- und Stiftskantor zu Ansbach“ aufgestiegen. Damit hatte er eine wichtige Leitungsposition am Hof des Markgrafen Wilhelm Friedrich von Brandenburg-Ansbach. Er organisierte die musikalische Gestaltung der Gottesdienste in der Gumbertuskirche. Ehrmann heiratete am 8. Februar 1735, wofür ihm von seinem Schüler Lorenz Christoph Mizler von Kolof ein Gedicht verehrt wurde. Ab 1744 stand er als Pfarrer der Gemeinde von Gundelsheim vor. Johann Samuel Ehrmann starb im Jahr 1749 in Gundelsheim an der Altmühl, das im Einflussbereich der Markgrafen lag.